# Nati nel 1967/Marzo
| Questa pagina contiene informazioni ricavate automaticamente dalle voci biografiche con l'ausilio del template Bio e di un bot. L'aggiornamento è periodico e automatico e ricostruisce completamente la pagina. Se manca una persona in questa lista, sei pregato di non aggiungerla, ma accertati piuttosto che la sua voce biografica contenga il template Bio e che i dati anagrafici siano correttamente compilati. Se il template Bio manca, inseriscilo tu stesso o, in alternativa, metti l'avviso {{tmp\|Bio}} che ne segnala la mancanza. Se i dati riportati sono sbagliati, correggi direttamente la voce biografica; le modifiche saranno visibili in questa lista entro pochi giorni. Per chiarimenti vedi il progetto biografie. La lista contiene solo le 318 persone che sono citate nell'enciclopedia e per le quali è stato implementato correttamente il template Bio. Pagina aggiornata al 10 ago 2025. |

- 1º marzo - Elena Afanas'eva, ex mezzofondista russa
- 1º marzo - Luca Becchetti, restauratore italiano
- 1º marzo - Gilad Bloom, ex tennista israeliano
- 1º marzo - Tino Bonk, bobbista tedesco
- 1º marzo - Antonella Carta, giocatrice di calcio a 5 e ex calciatrice italiana
- 1º marzo - Stuart Conquest, scacchista britannico
- 1º marzo - George Eads, attore statunitense
- 1º marzo - Massimo Giovanelli, ex rugbista a 15 e dirigente sportivo italiano
- 1º marzo - Isabelle Patissier, arrampicatrice francese
- 1º marzo - Alex Raco, scrittore italiano
- 1º marzo - Aron Winter, allenatore di calcio e ex calciatore olandese
- 2 marzo - Ignazio Cutrò, imprenditore italiano
- 2 marzo - Tunku Sarafuddin Badlishah, principe e avvocato malese
- 2 marzo - Jean-Philippe Daurelle, ex schermidore francese
- 2 marzo - Kelvin Davis, politico neozelandese
- 2 marzo - Jean-François Di Martino, ex schermidore francese
- 2 marzo - Óscar Ferro, ex calciatore uruguaiano
- 2 marzo - Kazuyuki Hoshino, character designer e direttore artistico giapponese
- 2 marzo - Spiro Ksera, politico albanese
- 2 marzo - Thierry Lacroix, ex rugbista a 15 francese
- 2 marzo - Antonio Latella, attore e regista teatrale italiano
- 2 marzo - Miguel Méndez, allenatore di pallacanestro spagnolo
- 2 marzo - Gaetano Morbioli, regista italiano
- 2 marzo - Sean Olsson, bobbista britannico
- 2 marzo - Gianluca Pierobon, ex ciclista su strada e ciclocrossista italiano
- 2 marzo - Allison Rabour, ex mezzofondista italiana
- 2 marzo - Alexander Vencel, allenatore di calcio e ex calciatore slovacco
- 3 marzo - Claudio Arbiza, ex calciatore uruguaiano
- 3 marzo - Derek Rocco Barnabei, statunitense († 2000)
- 3 marzo - Uli Bayerschmidt, ex calciatore tedesco
- 3 marzo - Udo Markus Bentz, arcivescovo cattolico tedesco
- 3 marzo - Davide Carlo Caparini, imprenditore e politico italiano
- 3 marzo - Carlos Colinas, allenatore di pallacanestro e dirigente sportivo spagnolo
- 3 marzo - Daniel Fascioli, ex calciatore uruguaiano
- 3 marzo - Brent Harding, bassista statunitense
- 3 marzo - Iveta Knížková, ex biatleta ceca
- 3 marzo - Shankar Mahadevan, compositore indiano
- 3 marzo - Naser Orić, militare bosniaco
- 3 marzo - Jaime Patricio Ramírez, ex calciatore cileno
- 3 marzo - Paulo Sousa, ex calciatore portoghese
- 3 marzo - Aleksandr Volkov, tennista sovietico († 2019)
- 4 marzo - Michael Andersson, ex ciclista su strada e pistard svedese
- 4 marzo - Marco Bizzarri, allenatore di calcio e ex calciatore italiano
- 4 marzo - Carlo Bonini, giornalista e scrittore italiano
- 4 marzo - Michael Cheika, ex rugbista a 15, allenatore di rugby a 15 e imprenditore australiano
- 4 marzo - Chung So-young, ex giocatrice di badminton sudcoreana
- 4 marzo - Željka Cvijanović, politica bosniaca
- 4 marzo - Evan Dando, cantautore e chitarrista statunitense
- 4 marzo - Troy Downing, politico, imprenditore e militare statunitense
- 4 marzo - Jonas Edman, ex tiratore a segno svedese
- 4 marzo - Jay Gruden, ex giocatore di football americano e allenatore di football americano statunitense
- 4 marzo - Hideki Komatsu, giocatore di go giapponese
- 4 marzo - Sam Taylor-Johnson, fotografa e regista britannica
- 4 marzo - Abdoulaye Traoré, ex calciatore ivoriano
- 4 marzo - Kubilay Türkyılmaz, ex calciatore svizzero
- 5 marzo - Debora Attanasio, scrittrice e giornalista italiana
- 5 marzo - Gianluca Libertucci, organista italiano
- 5 marzo - Ray Loriga, scrittore, sceneggiatore e regista spagnolo
- 5 marzo - Paloma Sánchez, ex cestista spagnola
- 5 marzo - Ol'ga Turčak, ex altista kazaka
- 6 marzo - Mauro Biani, vignettista, illustratore e blogger italiano
- 6 marzo - Julio Bocca, ex ballerino argentino
- 6 marzo - Connie Britton, attrice statunitense
- 6 marzo - Jakob Friis-Hansen, allenatore di calcio e ex calciatore danese
- 6 marzo - Glenn Greenwald, avvocato, giornalista e blogger statunitense
- 6 marzo - Dietmar Haaf, ex lunghista tedesco
- 6 marzo - Shuler Hensley, attore statunitense
- 6 marzo - Robert Hooker, allenatore di calcio, ex calciatore e ex giocatore di calcio a 5 australiano
- 6 marzo - Peer Jöchel, bobbista tedesco
- 6 marzo - Negele Knight, ex cestista statunitense
- 6 marzo - José Lucas Mena, allenatore di calcio a 5 e ex giocatore di calcio a 5 spagnolo
- 6 marzo - Stefania Pucciarelli, politica italiana
- 6 marzo - Óscar Quintana, allenatore di pallacanestro spagnolo
- 6 marzo - Mihai Tudose, politico romeno
- 6 marzo - Andrej Tverjankin, ex giocatore di calcio a 5 russo
- 6 marzo - Özlem Türeci, medico e immunologa tedesca
- 6 marzo - Ceyhun Yıldızoğlu, allenatore di pallacanestro turco
- 7 marzo - Masimba Dinyero, ex calciatore e ex giocatore di calcio a 5 zimbabwese
- 7 marzo - Jeff Eastin, produttore televisivo e sceneggiatore statunitense
- 7 marzo - Ruthie Henshall, attrice, cantante e ballerina inglese
- 7 marzo - Dario Nicoletti, ex ciclista su strada italiano
- 7 marzo - Jeff Query, ex giocatore di football americano statunitense
- 7 marzo - Rodrigo Rojas de Negri, fotografo cileno († 1986)
- 7 marzo - Carvie Upshaw, ex cestista statunitense
- 7 marzo - Fabio Valguarnera, ex lottatore italiano
- 7 marzo - Ai Yazawa, fumettista giapponese
- 7 marzo - Zheng Haixia, ex cestista cinese
- 8 marzo - Fabio Brescia, comico, attore e conduttore radiofonico italiano
- 8 marzo - Aslı Erdoğan, scrittrice, giornalista e attivista turca
- 8 marzo - Ľubomír Faktor, ex calciatore slovacco
- 8 marzo - Alessandro Gaudenti, arciere italiano
- 8 marzo - John Harkes, allenatore di calcio e ex calciatore statunitense
- 8 marzo - Mitsuyo Kakuta, scrittrice giapponese
- 8 marzo - Gerard Kemkers, ex pattinatore di velocità su ghiaccio olandese
- 8 marzo - Heinz Peter Platter, allenatore di sci alpino e ex sciatore alpino italiano
- 8 marzo - Udo Quellmalz, ex judoka tedesco
- 9 marzo - Georges Adams, ex cestista e allenatore di pallacanestro francese
- 9 marzo - Eric Flaim, ex pattinatore di short track e pattinatore di velocità su ghiaccio statunitense
- 9 marzo - Salvatore Giuliano, politico italiano
- 9 marzo - Ellen Hillingsø, attrice e modella danese
- 9 marzo - Andrij Skvaruk, ex martellista ucraino
- 9 marzo - Nikolas Vogel, attore e giornalista tedesco († 1991)
- 10 marzo - Pat Durham, ex cestista statunitense
- 10 marzo - David Grann, saggista e giornalista statunitense
- 10 marzo - José Luis Mosquera Losada, ex calciatore spagnolo
- 10 marzo - Daichi Suzuki, ex nuotatore giapponese
- 11 marzo - Morio Asaka, regista giapponese
- 11 marzo - John Barrowman, attore, cantante e ballerino britannico
- 11 marzo - Sergej Bautin, hockeista su ghiaccio russo († 2022)
- 11 marzo - Im Ae-gyeong, ex cestista sudcoreana
- 11 marzo - Cynthia Klitbo, attrice messicana
- 11 marzo - Uli Kusch, batterista tedesco
- 11 marzo - Zsofia Lazăr-Szabo, ex schermitrice rumena
- 11 marzo - Ole Einar Martinsen, allenatore di calcio e ex calciatore norvegese
- 11 marzo - Kevin Schuler, ex rugbista a 15 e allenatore di rugby a 15 neozelandese
- 11 marzo - Massimo Susic, allenatore di calcio e ex calciatore italiano
- 12 marzo - Jorge Dely Valdés, allenatore di calcio e ex calciatore panamense
- 12 marzo - Julio César Dely Valdés, allenatore di calcio e ex calciatore panamense
- 12 marzo - Jenny Erpenbeck, scrittrice e regista teatrale tedesca
- 12 marzo - Aldo Firicano, allenatore di calcio e ex calciatore italiano
- 12 marzo - Massimiliano Frezzato, fumettista italiano († 2024)
- 12 marzo - Rick Worthy, attore statunitense
- 13 marzo - Ståle Bokalrud, ex calciatore norvegese
- 13 marzo - Joseph Cao, politico statunitense
- 13 marzo - Andrés Escobar, calciatore colombiano († 1994)
- 13 marzo - Sylvain Estibal, giornalista, scrittore e regista uruguaiano
- 13 marzo - Eszter Knopp, ex cestista ungherese
- 13 marzo - Ljudmyla Nazarenko, ex cestista ucraina
- 13 marzo - Edson Rodrigues, ex calciatore brasiliano
- 13 marzo - Roger Schmidt, allenatore di calcio e ex calciatore tedesco
- 13 marzo - Pieter Vink, ex arbitro di calcio olandese
- 14 marzo - Alessandra Basso, politica italiana
- 14 marzo - Faouzi Bensaïdi, regista e attore marocchino
- 14 marzo - Pablo Correa, allenatore di calcio e ex calciatore uruguaiano
- 14 marzo - Achille D'Aniello, doppiatore italiano
- 14 marzo - John Emms, scacchista britannico
- 14 marzo - Michael Fincke, astronauta statunitense
- 14 marzo - Dieudonné Nzapalainga, cardinale e arcivescovo cattolico centrafricano
- 14 marzo - Philippe Poutou, politico e sindacalista francese
- 14 marzo - Melissa Reeves, attrice statunitense
- 15 marzo - Ian Ferguson, allenatore di calcio e ex calciatore scozzese
- 15 marzo - Enrique Fernández Ruiz, ex cestista spagnolo
- 15 marzo - Daniel Oldrá, allenatore di calcio e ex calciatore argentino
- 15 marzo - Naoko Takeuchi, fumettista giapponese
- 15 marzo - Luis Villar, ex cestista argentino
- 15 marzo - Angus Wall, montatore statunitense
- 16 marzo - Tracy Bonham, cantante, musicista e polistrumentista statunitense
- 16 marzo - Andrea Cagnetti, artista italiano
- 16 marzo - Carlos Clavero, ex giocatore di calcio a 5 uruguaiano
- 16 marzo - John Darnielle, scrittore e cantante statunitense
- 16 marzo - Dan Dediu, compositore, pianista e docente rumeno
- 16 marzo - Lauren Graham, attrice, produttrice televisiva e scrittrice statunitense
- 16 marzo - Terry Phelan, ex calciatore irlandese
- 16 marzo - Antonio Preziosi, giornalista e saggista italiano
- 16 marzo - Mauricio Reinoso, ex arbitro di calcio ecuadoriano
- 16 marzo - Massimo Sartori, allenatore di tennis italiano
- 16 marzo - Bettina Soriat, cantante e attrice televisiva austriaca
- 16 marzo - Heidi Zurbriggen, ex sciatrice alpina svizzera
- 17 marzo - Mariano Baino, regista e sceneggiatore italiano
- 17 marzo - Francesco Ciancitto, politico italiano
- 17 marzo - Fabián Coito, allenatore di calcio e ex calciatore uruguaiano
- 17 marzo - Luigi Colturi, sciatore alpino italiano († 2010)
- 17 marzo - Billy Corgan, cantautore, musicista e imprenditore statunitense
- 17 marzo - Johan Hammarström, ex calciatore svedese
- 17 marzo - Thom Kaumeyer, ex giocatore di football americano e allenatore di football americano statunitense
- 17 marzo - Nathalie Marquay, modella francese
- 17 marzo - Luciano Melchionna, regista, drammaturgo e attore italiano
- 17 marzo - Stefano Odoardi, regista, sceneggiatore e artista italiano
- 17 marzo - Simona Vicari, politica italiana
- 18 marzo - Mike Bishop, politico statunitense
- 18 marzo - Bianca Caterina Bizzarri, giornalista italiana
- 18 marzo - Hernán Buenahora, ex ciclista su strada colombiano
- 18 marzo - Dmitrij Cygurov, allenatore di hockey su ghiaccio e ex hockeista su ghiaccio russo
- 18 marzo - Marco Drago, scrittore, traduttore e conduttore radiofonico italiano
- 18 marzo - Anna Hedh, politica svedese
- 18 marzo - Taiten Kusunoki, doppiatore giapponese
- 18 marzo - Stefan Lindqvist, calciatore svedese († 2020)
- 18 marzo - Olivier Minne, conduttore televisivo francese
- 18 marzo - Andre Rison, ex giocatore di football americano statunitense
- 18 marzo - Massimiliano Virgilii, attore, doppiatore e direttore del doppiaggio italiano
- 19 marzo - Björgólfur Thor Björgólfsson, imprenditore islandese
- 19 marzo - Sergei Bragin, allenatore di calcio e ex calciatore estone
- 19 marzo - Anthony Cook, ex cestista statunitense
- 19 marzo - Oleksij Cybko, rugbista a 15, dirigente sportivo e politico ucraino († 2022)
- 19 marzo - Vladimir Konstantinov, ex hockeista su ghiaccio russo
- 19 marzo - Oleg Morgun, politico russo
- 19 marzo - Jana Neradová, ex cestista ceca
- 19 marzo - Paul Nioze, ex triplista seychellese
- 19 marzo - Daniele Pradè, dirigente sportivo italiano
- 19 marzo - Geraldine Somerville, attrice irlandese
- 19 marzo - Barbara Tucker, cantante e coreografa statunitense
- 19 marzo - Wim Willaert, attore e musicista belga
- 20 marzo - Xavier Beauvois, regista, sceneggiatore e attore francese
- 20 marzo - Bajram Begaj, generale e politico albanese
- 20 marzo - Mookie Blaylock, ex cestista statunitense
- 20 marzo - Nikolaj Buhalov, ex canoista bulgaro
- 20 marzo - Marco Constante, ex calciatore ecuadoriano
- 20 marzo - Jesmond Delia, ex calciatore maltese
- 20 marzo - Bohdan Dzjurach, vescovo cattolico ucraino
- 20 marzo - Stephan Kampwirt, attore tedesco
- 20 marzo - Yukito Kishiro, fumettista giapponese
- 20 marzo - Lara Nakszyński, attrice, produttrice cinematografica e musicologa tedesca
- 20 marzo - Igor' Poljanskij, ex nuotatore sovietico
- 20 marzo - Gennaro Ruotolo, allenatore di calcio e ex calciatore italiano
- 20 marzo - Jonas Thern, allenatore di calcio e ex calciatore svedese
- 20 marzo - Miriam Vogt, ex sciatrice alpina tedesca
- 20 marzo - Marc Warren, attore britannico
- 20 marzo - Luis Zambrano, ex calciatore cileno
- 21 marzo - Hossein Abdi, allenatore di calcio e ex calciatore iraniano
- 21 marzo - Samir Avdić, ex cestista bosniaco
- 21 marzo - Malcolm Allen, ex calciatore gallese
- 21 marzo - Farshad Falahatzadeh, ex calciatore iraniano
- 21 marzo - Ted Gilmore, ex giocatore di football americano e allenatore di football americano statunitense
- 21 marzo - Anthony Jones, ex cestista statunitense
- 21 marzo - Carwyn Jones, politico gallese
- 21 marzo - Peter Kohlgraf, vescovo cattolico tedesco
- 21 marzo - Ben Mankiewicz, conduttore televisivo statunitense
- 21 marzo - Maxim, cantante britannico
- 21 marzo - Miroslav Pecarski, ex cestista jugoslavo
- 21 marzo - Giannīs Sfairopoulos, allenatore di pallacanestro greco
- 22 marzo - Stefania Calegari, ex danzatrice su ghiaccio italiana
- 22 marzo - Mario Cipollini, ex ciclista su strada italiano
- 22 marzo - Gianmauro Cozzi, disegnatore e illustratore italiano
- 22 marzo - Antonio Mele, economista italiano
- 22 marzo - Ľudmila Milanová, ex sciatrice alpina slovacca
- 22 marzo - Giuseppe Minaudo, ex calciatore italiano
- 22 marzo - Pepe Monje, attore argentino
- 22 marzo - Brage Sandmoen, ex arbitro di calcio norvegese
- 22 marzo - Martin Střelba, ex tennista cecoslovacco
- 23 marzo - Nicoletta Bortolotti, scrittrice italiana
- 23 marzo - Franco Brambilla, illustratore italiano
- 23 marzo - Giorgio Ciccarelli, cantautore italiano
- 23 marzo - Sandra Ferguson, attrice statunitense
- 23 marzo - Sergi Gordo Rodríguez, vescovo cattolico spagnolo
- 23 marzo - Stefan Krämer, allenatore di calcio tedesco
- 23 marzo - Mark Lackie, ex pattinatore di short track canadese
- 23 marzo - Kristian Laferla, ex calciatore maltese
- 23 marzo - Jonella Ligresti, imprenditrice italiana
- 23 marzo - Henry John Woodcock, magistrato italiano
- 24 marzo - Mark Anthony, ex attore pornografico britannico
- 24 marzo - Franck Badiou, ex tiratore a segno francese
- 24 marzo - Félix Brítez Román, ex calciatore paraguaiano
- 24 marzo - Philippe d'Encausse, ex astista francese
- 24 marzo - Roberto Ferrari, ex altista italiano
- 24 marzo - Gianluca Guidi, cantante, attore e regista teatrale italiano
- 24 marzo - Keiichi Kitagawa, pilota motociclistico giapponese
- 24 marzo - Kwame Kwei-Armah, attore, drammaturgo e cantante britannico
- 24 marzo - René Leigue Cesari, arcivescovo cattolico boliviano
- 24 marzo - Minna Luostarinen, ex cestista finlandese
- 24 marzo - Goran Parlov, fumettista croato
- 24 marzo - Katia Polletin, attrice e architetto austriaca
- 24 marzo - Kathy Rinaldi, allenatrice di tennis e ex tennista statunitense
- 24 marzo - Diann Roffe, ex sciatrice alpina statunitense
- 25 marzo - Vicente Amigo, chitarrista spagnolo
- 25 marzo - Matthew Barney, performance artist, regista e scultore statunitense
- 25 marzo - Brigitte McMahon, ex triatleta svizzera
- 25 marzo - Greg Parks, hockeista su ghiaccio canadese († 2015)
- 25 marzo - Paulão, ex calciatore brasiliano
- 25 marzo - Didier Schmidt, ex sciatore alpino francese
- 25 marzo - Gilson Simões, allenatore di calcio e ex calciatore brasiliano
- 25 marzo - Doug Stanhope, comico statunitense
- 25 marzo - Debi Thomas, ex pattinatrice artistica su ghiaccio statunitense
- 26 marzo - Jason Chaffetz, politico statunitense
- 26 marzo - Jeff Chang, cantante taiwanese
- 26 marzo - Radomír Chýlek, ex calciatore ceco
- 26 marzo - Alberto Coyote, ex calciatore messicano
- 26 marzo - Alexandra Gonin, attrice, ballerina e insegnante francese
- 26 marzo - Carmelo Paternicò, arbitro di pallacanestro italiano
- 26 marzo - Peter Schöttel, allenatore di calcio e ex calciatore austriaco
- 26 marzo - Massimo Venier, regista, sceneggiatore e autore televisivo italiano
- 27 marzo - Dennis Brose, ex calciatore e ex giocatore di calcio a 5 statunitense
- 27 marzo - Rino Chillemi, allenatore di calcio a 5 italiano
- 27 marzo - Giuseppe Citterio, ex ciclista su strada italiano
- 27 marzo - Silvana Comaroli, politica italiana
- 27 marzo - Sestino Giacomoni, politico italiano
- 27 marzo - Tom Hammonds, ex cestista statunitense
- 27 marzo - Kenta Kobashi, ex wrestler e ex judoka giapponese
- 27 marzo - Gea Lionello, attrice italiana
- 27 marzo - Andy Preece, allenatore di calcio e ex calciatore inglese
- 27 marzo - Federico Quaranta, conduttore radiofonico, conduttore televisivo e autore televisivo italiano
- 27 marzo - Kristen Skjeldal, ex fondista norvegese
- 27 marzo - Talisa Soto, modella e attrice statunitense
- 27 marzo - Dean Starkey, ex astista statunitense
- 28 marzo - Miroslav Chvíla, ex calciatore slovacco
- 28 marzo - Tracey Needham, attrice statunitense
- 28 marzo - Kajsa Ollongren, politica olandese
- 28 marzo - Orfeh, attrice e cantante statunitense
- 28 marzo - Ingrid Salvenmoser, ex sciatrice alpina austriaca
- 28 marzo - Alois Schwartz, allenatore di calcio tedesco
- 28 marzo - Ralph Schwarz, canottiere olandese († 1992)
- 28 marzo - Zoran Slavica, allenatore di calcio e ex calciatore jugoslavo
- 28 marzo - Manfred Stefes, allenatore di calcio e ex calciatore tedesco
- 29 marzo - Anđelija Arbutina, ex cestista jugoslava
- 29 marzo - Ainārs Bagatskis, allenatore di pallacanestro e ex cestista lettone
- 29 marzo - Nathalie Cardone, cantante e attrice francese
- 29 marzo - Michel Hazanavicius, regista, sceneggiatore e produttore cinematografico francese
- 29 marzo - Ricky Kasso, criminale statunitense († 1984)
- 29 marzo - Aleksejs Lukašenko, ex pesista lettone
- 29 marzo - Tony Naylor, allenatore di calcio e ex calciatore inglese
- 29 marzo - John Popper, musicista e cantautore statunitense
- 30 marzo - Albert-László Barabási, fisico e informatico ungherese
- 30 marzo - Christopher Bowman, pattinatore artistico su ghiaccio statunitense († 2008)
- 30 marzo - James Cardona, ex calciatore colombiano
- 30 marzo - Megumi Hayashibara, doppiatrice e cantante giapponese
- 30 marzo - Mariana Ilieva, ex cestista bulgara
- 30 marzo - Tore Krogstad, ex calciatore norvegese
- 30 marzo - Nagesh Kukunoor, regista, sceneggiatore e produttore cinematografico indiano
- 30 marzo - Julie Richardson, ex tennista neozelandese
- 30 marzo - Steven Vandeput, politico belga
- 30 marzo - James Williams, ex giocatore di football americano statunitense
- 31 marzo - Marina Abros'kina, cestista sovietica († 2011)
- 31 marzo - Giuseppe Bicchielli, politico italiano
- 31 marzo - Eros Francescangeli, storico italiano
- 31 marzo - Matthias Goerne, baritono tedesco
- 31 marzo - Damir Lesjak, ex calciatore croato
- 31 marzo - Ľubomír Luhový, allenatore di calcio e ex calciatore slovacco
- 31 marzo - Agustín Moreno, allenatore di tennis e ex tennista messicano
- 31 marzo - Marco Tremolaterra, ex hockeista su ghiaccio italiano